# Joachim B. Hansen
Joachim Brandt Hansen (født 18. august 1990) er en dansk professionel golfspiller, der spiller i European Tour.
2. juli 2021 blev Joachim B. Hansen udtaget til sommer-OL 2020 i Tokyo. 
Han har vundet to gange på europa touren, første gang i Sydafrika hvor der blev spillet Joburg open. Anden sejr kom i slutningen af 2021 hvor han vandt AVIV Dubai Championship. 

## Eksterne links
- Joachim B Hansens profil på Olympedia (engelsk)
- Joachim B Hansens profil hos Official World Golf Ranking (engelsk)
- Joachim B Hansens profil hos EuroTour (engelsk)